# زیردریایی یو-۶۰۵
زیردریایی یو-۶۰۵ (به انگلیسی: German submarine U-605) یک زیردریایی است که طول آن ۶۷٫۱ متر (۲۲۰ فوت ۲ اینچ) می‌باشد. این زیردریایی در سال ۱۹۴۱ ساخته شد.